# ASIA (アルバム)
『ASIA』（エイジア）は、EXILEの4枚目のオリジナルアルバム。2006年3月29日にrhythm zoneから発売。

## 概要
前作『EXILE ENTERTAINMENT』から2年3カ月ぶりのオリジナルアルバム。「CD+DVD」「CDのみ」の2形態で発売。
ライブ映像作品『EXILE LIVE TOUR 2005 〜PERFECT LIVE "ASIA"〜』と同時発売であり、この2作を以てボーカルのSHUNがグループを脱退した。
本作についてHIROは「様々なテイストの曲で構成されているんですが、どれも日本人、アジア人として僕たちが子供の頃からいろいろな音楽を聞いてきた環境をEXILEのフィルターを通して表現したもの」「日本人的ソウルとはこういうものだろう、ということを伝えたいなと」と語っている。
ベストアルバム『PERFECT BEST』以降に発売されたGLAYとのコラボレーション「SCREAM」や、シングル「EXIT」「ただ…逢いたくて」、本作からの先行シングルである「YES!」を含む全17曲を収録。『PERFECT BEST』以前に発売され、そちらに収録の「Carry On/運命のヒト」「real world」「HEART of GOLD」「HERO」は未収録となった。
オリコン週間アルバムランキングで首位獲得、同時発売の映像作品も首位獲得で2冠となった。

## 収録曲
※シングル、カップリング曲の詳細はそのページを参照。

### CD
1. ENTER THE EX（Inst.）(1:47)
  - 作曲・編曲：原田憲
2. Eastern Boyz 'N Eastern Girlz (3:38)
  - 作詞：MICHICO / 作曲：T-Kura、MICHICO / 編曲：T-Kura
  - 本作のリードトラック
  - エムティーアイ『music.jp』CMソング
  - 後にリリースされたベストアルバム『EXILE ENTERTAINMENT BEST』には、TAKAHIROとの再録バージョンが収録された。
3. EXIT (4:30)
  - 作詞：秋元康 / 作曲・編曲：原一博
  - 18thシングル
4. careless breath (4:39)
  - 作詞：Kenn Kato / 作曲：菊池一仁 / 編曲：原田憲
  - 読売テレビ・日本テレビ系アニメ『ブラック･ジャック』『ブラック・ジャック21』エンディングテーマ
5. 永遠 (5:19)
  - 作詞：ATSUSHI / 作曲・編曲：h-wonder
  - NHK土曜ドラマ『マチベン』エンディングテーマ
6. Happy Birthday (5:07)
  - 作詞・作曲：川根来音&大城まさみつ / 編曲：春川仁志
7. LET THE MUSIC PLAY feat. michico for Giant Swing Productions (4:57)
  - 作詞：Edward Chisolm / 作曲：Christopher Maynard Barbosa
  - Shannonのカバー
  - MAKIDAIは「EXILEを知らないダンサーが、この曲をきっかけにアルバムを好きになってくれたらいい」と語っている[6]。
8. ROCK DA HOUSE feat. FATMAN SCOOP（Inst.）(2:06)
  - 作詞：Isaac Freeman / 作曲・編曲：原田憲
9. SCREAM (4:38) - GLAY×EXILE
  - 作詞：SHUN、TAKURO / 作曲：TAKURO / 編曲：GLAY、EXILE、原田憲
  - GLAYとのコラボレーションシングル
10. STAY（Sit Back Mix）(4:47)
  - 作詞：MICHICO / 作曲：T.KURA、MICHICO / 編曲：T.KURA
  - ベストアルバム『PERFECT BEST』/『SELECT BEST』収録曲のリミックスバージョン
11. 最後の告白 〜STAY part.II〜 (5:01)
  - 作詞：MICHICO / 作曲：STY / 編曲：岩戸崇
  - 前曲の続編
12. Why oh why･･･? (3:50)
  - 作詞：MATSU / 作曲・編曲：原一博
  - MATSU初作詞曲。
13. YES! (3:43)
  - 作詞：ATSUSHI / 作曲：山口寛雄 / 編曲：REO
  - 20thシングル
14. DIAMOND (4:53)
  - 作詞：ATSUSHI / 作曲・編曲：h-wonder
  - 18thシングルカップリング
15. ただ…逢いたくて (5:31)
  - 作詞：SHUN / 作曲・編曲：春川仁志
  - 19thシングル
16. Love, Dream & Happiness (7:41) - EXILES
  - 作詞：ATSUSHI＆EXILES / 作曲：ATSUSHI&NOBU-K / 編曲：h-wonder
17. Road 2 ASIA（Inst.）(3:10)
  - 作曲・編曲：DJ KIRA

### DVD
※CD+DVDのみ
1. Video Clip
  1. Eastern Boyz 'N Eastern Girlz
    - 広島にある寺で撮影された。

  2. SCREAM - GLAY×EXILE
  3. EXIT
  4. YES!
  5. ただ…逢いたくて 〜Long Ver.〜
  6. Love, Dream & Happiness - EXILES
2. Bonus映像
  1. EXIT（Making）〜OKINAWA編〜
  2. YES!（Making）〜HAWAII編〜

## Love, Dream & Happiness
収録曲「Love, Dream & Happiness」（ラブ・ドリーム・アンド・ハピネス）は、EXILESの楽曲で、本アルバムの発売をもってEXILEを脱退したSHUNに向けて作詞された。
2008年12月3日発売のEXILEのベストアルバム『EXILE BALLAD BEST』には、参加アーティストが変わった新バージョンが収録されており、名義がEXILEとなっている。2番まではオリジナルと同じだが、その後のラップパートは全てなくなり、歌詞も一新されている。

### 参加アーティスト
『ASIA』収録
- EXILE
- COLOR
- ネスミス
- RATHER UNIQUE
- NEVER LAND

『EXILE BALLAD BEST』収録
- EXILE
- COLOR
- J Soul Brothers（二代目）
- Love
- Dream

### カバー
- E-girls（2017年、アルバム『E.G. CRAZY』収録）
  - 『EXILE BALLAD BEST』に収録された新バージョンをカバー。